# Arsim Abazi
Arsim Abazi (ur. 28 listopada 1972 w Uroševacu) – jugosłowiański i kosowski piłkarz. W latach 2002–2005 reprezentant Kosowa, a od 2021 roku selekcjoner kosowskiej reprezentacji U-17.